# Cäcilie Danzer
Cäcilie Danzer (* 17. Januar 1885 in Cheb, Böhmen; † 7. Juli 1963 in Wien) war eine österreichische Bildhauerin.

## Leben
Cäcilie Danzer besuchte zunächst die Privatschule Seiler in München und studierte zwei Semester an der Akademie der Bildenden Künste München. Zwischen 1924 und 1932 studierte sie an der Akademie der bildenden Künste Wien bei Hans Bitterlich und Josef Müllner sowie 1932/1933 bei Anton Hanak. Die Künstlerin lebte und arbeitete vor allem in Wien, wo sie Reliefs, Brunnenskulpturen und Bronzebüsten schuf, darunter eine Bronzebüste des Arztes Johann Peter Frank (aufgestellt im Alten AKH). Außerdem beteiligte sie sich ab 1931 an Kollektivausstellungen in Wien und Bochum. In den 1950er Jahren übernahm sie Kunst-am-Bau-Aufträge.

## Auszeichnungen (Auswahl)
- 1929: Goldene Füger-Medaille
- 1932: Meisterschulpreis

## Werke (Auswahl)

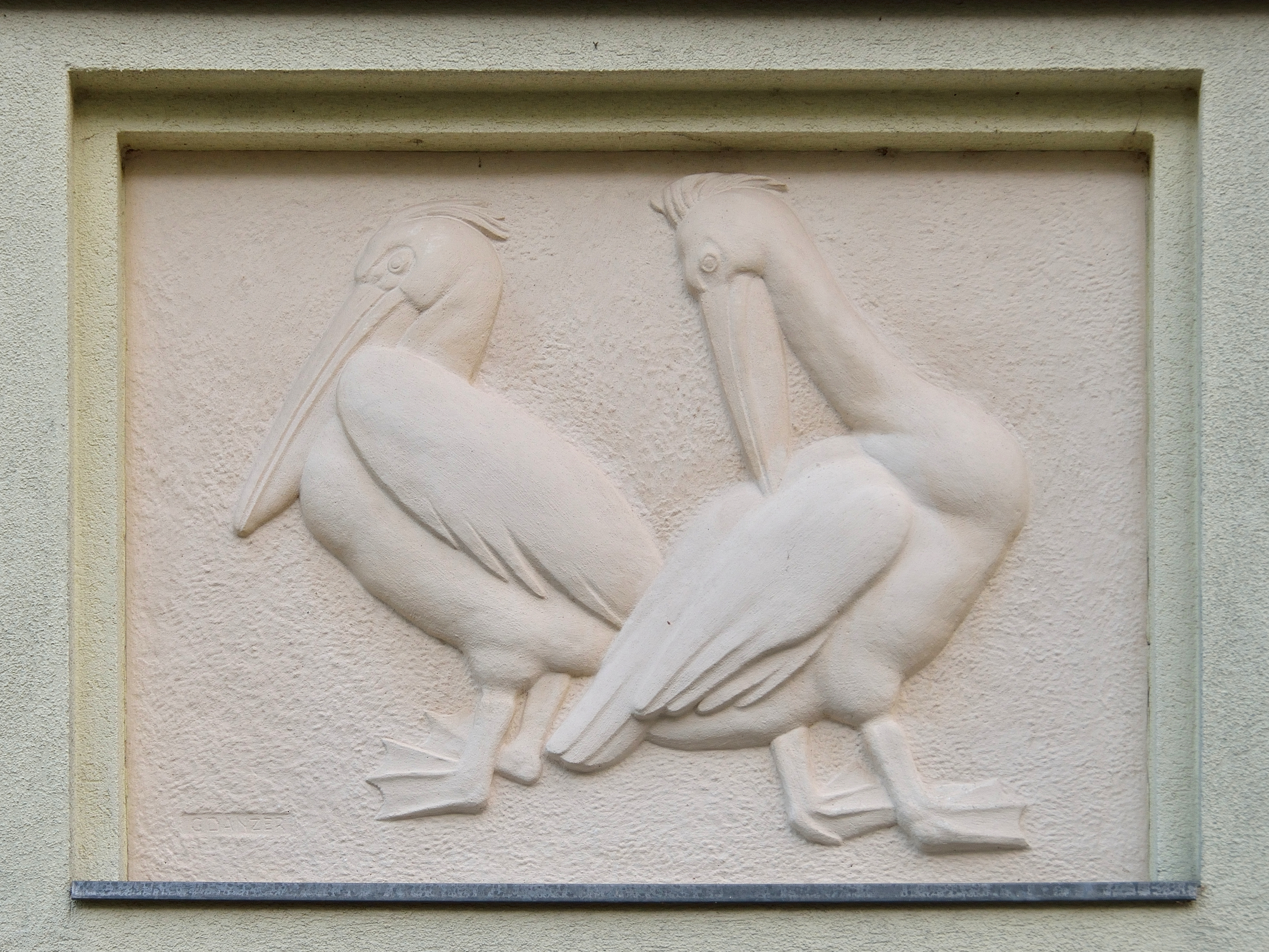
Relief in der Veitingergasse

- Zuflucht, Marmorrelief (sitzende Frau und Mann mit Kopf in ihrem Schoß), 1931 ausgestellt im Wiener Künstlerhaus
- Brunnenfigur in Bronze, 1931 ausgestellt im Wiener Künstlerhaus
- Sybille, Skulptur (Entwurf), um 1932
- J. P. Frank, Bronzebüste, 1935, für Altes AKH Wien und als Marmorbüste, 1931, für Deutsches Hygiene-Museum, Dresden
- Prof. Dr. Weiser, Marmorrelief, Universität Wien
- zwei Reliefs, 1953, Veitingergasse in Hietzing, Wien
- Auswanderer und Zwei Frauen, Steinplastiken, 1960 ausgestellt in der Kunstgemeinschaft in Wien